# Laudes Regiae
Le Laudes Regiae (in italiano: Lodi Regali) sono un inno, conosciuto anche col nome di Christus vincit! Christus regnat! Christus imperat! (Cristo vince! Cristo Regna! Cristo domina!), che sono le prime sei parole del canto. La melodia gregoriana di questo brano viene utilizzato come intermezzo musicale nella trasmissione a onde corte di Radio Vaticana.

## Storia
Questo inno viene cantato dalla Chiesa cattolica nelle solennità, in particolar modo nelle messe pontificali. È diviso in sei parti ed è uno degli inni più lunghi. Le Laudes Regiae hanno la loro origine nell'antica Roma. Quando un comandante romano, come un generale, l'imperatore oppure un console entrava a Roma dopo aver trionfato in una battaglia, egli veniva accolto dal popolo che cantava in suo onore. Carlo Magno adottò questa usanza romana quando venne nominato imperatore del Sacro Romano Impero la notte di Natale dell'anno 800. Dal quel momento l'inno venne conosciuto anche col nome di Laudes Imperiales. Questo inno venne poi eseguito da tutti i Re di Francia durante la cerimonia della loro unzione regale e, attraverso i Normanni, giunse anche in Inghilterra dove venne usato anche dai sovrani inglesi fino all'inizio della riforma anglicana. Il canto ricordava ai potenti da dove e da chi proviene ogni potere terreno, che nessuno può esercitare arbitrariamente, con la forza, senza pensare di doverne rispondere a Dio. Attualmente viene anche utilizzato nella celebrazione di inizio pontificato del papa appena eletto.

## Testo
| Testo originale in latino | Traduzione in italiano |
| --- | --- |
| Cantores: Christus vincit, Christus regnat, Christus imperat. Omnes: Christus vincit, Christus regnat, Christus imperat. Cantores: Exaudi, Christe. Omnes: Exaudi, Christe. Cantores: Ecclesiae Sanctae Dei, supra regnorum fines nectenti animas: salus perpetua! Cantores: Redemptor mundi Omnes: Tu illam adiuva. Cantores: Sancta Maria. Omnes: Tu illam adiuva. Cantores: Sancte Joseph. Omnes: Tu illam adiuva. Cantores: Exaudi, Christe. Omnes: Exaudi, Christe. Cantores: N. , Summo Pontifici, in unum populos doctrina congreganti, caritate: Pastori gratia, gregi obsequentia. Cantores: Salvator mundi. Omnes: Tu illum adiuva. Cantores: Sancte Petre. Omnes: Tu illum adiuva. Cantores: Sancte Paule. Omnes: Tu illum adiuva. Cantores: Exaudi, Christe. Omnes: Exaudi, Christe. Cantores: N. episcopo et omni clero sibi commisso pax et virtus, plurima merces. Cantores: Sancte N. Omnes: Tu illum adiuva. Cantores: Sancte N. Omnes: Tu illum adiuva. Omnes: Christus vincit, Christus regnat, Christus imperat. Cantores: Rex regum. Omnes: Rex noster. Cantores: Spes nostra. Omnes: Gloria nostra. Cantores: Exaudi, Christe. Omnes: Exaudi, Christe. Cantores: Magistratibus et omnibus concivibus nobiscum orantibus: cordis vera quies, votorum effectus. Cantores: Auxilium christianorum. Omnes: Tu illos adiuva. Cantores: Sancte Michael. Omnes: Tu illos adiuva. Cantores: Sancte Benedicte. Omnes: Tu illos adiuva. Omnes: Christus vincit, Christus regnat, Christus imperat. Cantores: Ipsi soli imperium, laus et iubilatio, per infinita saecula saeculorum. Omnes: Amen. Cantores: Tempora bona habeant! Omnes: Tempora bona habeant redempti sanguine Christi! Cantores: Feliciter! Omnes: Feliciter! Feliciter! Cantores: Pax Christi veniat! Omnes: Regnum Christi veniat! Omnes: Deo gratias. Amen. | Solisti: Cristo vince, Cristo regna, Cristo domina. Tutti: Cristo vince, Cristo regna, Cristo domina. Solisti: Esaudiscici, o Cristo. Tutti: Esaudiscici, o Cristo. Solisti: Per la Santa Chiesa di Dio, che lega le anime oltre i confini dei regni terreni: salvezza perpetua! Solisti: Redentore del mondo Tutti: Aiutala Tu.. Solisti: Santa Maria. Tutti: Aiutala Tu. Solisti: San Giuseppe. Tutti: Aiutala Tu. Solisti: Esaudiscici, o Cristo. Tutti: Esaudiscici, o Cristo. Solisti: Per N. , Sommo Pontefice, che raduna i popoli nell'unità con il suo insegnamento, nella carità: a lui Pastore la grazia e l'obbedienza del gregge. Solisti: Salvatore del mondo. Tutti: Aiutalo Tu. Solisti: San Pietro. Tutti: Aiutalo Tu. Solisti: San Paolo. Tutti: Aiutalo Tu. Solisti: Esaudiscici, o Cristo. Tutti: Esaudiscici, o Cristo. Solisti: Per ill vescovo N. e per tutto il clero a lui sottomesso siano concessi pace, virtù e moltissime grazie. Solisti: San N. Tutti: Aiutalo Tu. Solisti: San N. Tutti: Aiutalo Tu. [Si possono qui inserire i nomi dei patroni della propria diocesi, parrocchia,...] Tutti: Cristo vince, Cristo regna, Cristo domina. Solisti: Re dei re. Tutti: Re nostro. Solisti: Nostra speranza. Tutti: Nostra gloria. Solisti: Esaudiscici, o Cristo. Tutti: Esaudiscici, o Cristo. Solisti: Ai governanti e a tutti i concittadini che con noi invocano: concedi la vera tranquillità del cuore, e l'esaudimento delle preghiere. Solisti: Aiuto dei cristiani. Tutti: Aiutali Tu. Solisti: San Michele. Tutti: Aiutali Tu. Solisti: San Benedetto. Tutti: Aiutali Tu. Tutti: Cristo vince, Cristo regna, Cristo domina. Solisti: A Lui solo il potere, la lode e il giubilo, per i secoli eterni. Tutti: Amen. Solisti: Godano di tempi favorevoli! Tutti: Godano di tempi favorevoli i redenti dal Sangue di Cristo! Solisti: In abbondanza! Tutti: In abbondanza! In abbondanza! Solisti: Venga la Pace di Cristo! Tutti: Venga il Regno di Cristo! Tutti: Rendiamo grazie a Dio. Amen. |